# جحود قلب
جحود قلب هو فيلم درامي اجتماعي روائي طويل من إخراج حاتم صلاح الدين، صدر في مصر عام 2019. يناقش الفيلم أهمية دور الأم في حياة أبنائها، ويعرض المفارقات بين ابن يقسو على والدته وآخر يراها بديلًا لأمه المتوفاة، فيعاملها بالحب والحنان ويكون لها سندًا. يتناول الفيلم العلاقات العائلية من منظور إنساني مؤثر، ويطرح تساؤلات حول الوفاء، والضمير، والجحود الأسري.

## طاقم التمثيل
- سميرة عبد العزيز
- حازم القاضي
- مجد القاسم
- عبد السلام الدهشان

## العرض
تم عرض الفيلم في دار الأوبرا المصرية بسينما الهناجر بحضور عدد من الفنانين والإعلاميين، وقد حظي بعرض ناجح تزامنًا مع قرب الاحتفال بعيد الأم.

## خلفية
يُعد هذا الفيلم أولى التجارب السينمائية للفنان مجد القاسم، بعد مشاركة سابقة له في عمل مسرحي عام 2014. كما احتفل القاسم بعرض الفيلم في سينما الهناجر برفقة أبطال العمل، وأعرب عن سعادته بتلك التجربة الجديدة في مسيرته الفنية. ويبرز الفيلم كأحد أعمال المخرج حاتم صلاح الدين التي تعكس قدراته الإخراجية والإنتاجية في قيادة مشاريع فنية متنوعة.

## روابط خارجية
- قالب:إلم
- فيلم جحود قلب على IMDb  في قاعدة بيانات الأفلام على الإنترنت (بالإنجليزية)
- مشاهدة البرومو الرسمي على يوتيوب[9]
- فيلم "جحود قلب" على صدى البلد
- فيلم "جحود قلب" على في الفن
- مقال عن مجد القاسم في الشرق الأوسط يذكر الفيلم
- مقال آخر عن مجد القاسم في الشرق الأوسط